# 海南四眼斑水龟
海南四眼斑水龟（学名：Sacalia insulensis），一种分布于中国海南岛的爬行动物，隶属于地龟科眼斑龟属。

## 分类地位
中国学者李致勋最早将本种视为眼斑水龟（Clemmys beali）的一个亚种，称为灰顶六眼水龟（Clemmys beali quadriocellata）。因其学名与眼斑水龟四眼斑亚种重复，1962年美国学者克瑞格·阿德勒（Kraig Adler）将学名更改为 Clemmys beali insulensis。之后又有学者将其归属于四眼斑水龟（Sacalia quadriocellata）的一个亚种。但是分子生物学研究发现本种与其他地区的四眼斑水龟种群存在较大遗传差异，建议将本种列为独立种。然而目前大部分资料仍然将本种视为四眼斑水龟的一个亚种。

## 形态特征
海南四眼斑水龟体型较小，背甲长约117.72毫米。头顶具有2对眼斑，其中第二对眼斑内侧边缘一般相距较宽，大多呈倒“几”字形；下颌分布多个红色（雄）或黄白色（雌）小斑块。雄性腹甲具有密集的黑色斑点，而雌性的斑点相对较少。